# ジンバブエの政党一覧
ジンバブエの政党（ジンバブエのせいとう）には、次のものがある。

## 主要政党
- ジンバブエ・アフリカ民族同盟愛国戦線（支配政党　略称ZANU-PF、w:Zimbabwe African National Union - Patriotic Front）
- 民主変革運動（野党　略称MDC、w:Movement for Democratic Change）

## 中小政党
- ジンバブエ保守同盟（w:Conservative Alliance of Zimbabwe、旧ローデシア戦線w:Rhodesian Front）
- 国際社会主義機構（International Socialist Organisation）
- 正道政治国民同盟（w:National Alliance for Good Governance）
- ジンバブエ・アフリカ民族同盟ンドンガ派（w:Zimbabwe African National Union - Ndonga）
- ジンバブエ人民民主党（w:Zimbabwe People's Democratic Party）
- ジンバブエ青年同盟（w:Zimbabwe Youth in Alliance）

## かつて存在した政党
- 愛国戦線（Patriotic Front）
- 統一連邦党（統一党、United Party）
- ローデシア行動党（w:Rhodesian Action Party）
- ローデシア戦線党（w:Rhodesian Front Party、ローデシア戦線と同じか？）
- 統一アフリカ民族会議（統一アフリカ国民会議、w:United African National Council）
- ジンバブエ・アフリカ民族同盟（w:Zimbabwe African National Union、ZANU）
- ジンバブエ・アフリカ人民同盟（w:Zimbabwe African People's Union、 ZAPU）